# گایزکا گاریتانو
گایزکا گاریتانو (اسپانیایی: Gaizka Garitano‎؛ زادهٔ ۹ ژوئیهٔ ۱۹۷۵) بازیکن سابق و مربی فوتبال اهل اسپانیا است.
از باشگاه‌هایی که در آن بازی کرده‌است می‌توان به باشگاه فوتبال دپورتیوو آلاوس، باشگاه فوتبال اتلتیک بیلبائو بی، باشگاه فوتبال رئال سوسیداد، باشگاه فوتبال ایبار و باشگاه فوتبال اتلتیک بیلبائو] اشاره کرد.
وی همچنین در تیم ملی فوتبال باسک بازی کرده‌است.